# Kirchenburg Michelsberg
Die Kirchenburg Michelsberg (rumänisch Biserica fortificată Cisnădioara) befindet sich oberhalb des siebenbürgischen Michelsberg (Cisnădioara) in der Region Siebenbürgen in Rumänien.

## Geschichte
Die Burg ist in einer Schenkungsurkunde von 1223 belegt, in der die Hermannstädter Propstei das Land um den Michelsberg an König Andreas II. übergab. Das Alter der Ringmauer beweist, dass die Michelsberger eine der wenigen siebenbürgischen Kirchenburgen ist, die bereits vor dem Mongolensturm 1241 befestigt waren. Der Bau der Kirchenburg ist vermutlich für um 1200 anzusetzen, denn bei Grabungen wurde im Baugrund eine Münze von 1174 gefunden. Der König schenkte die Burg einem Gocelinus, der sie wiederum an das Kloster Kerz übergab. Der halbfertige Kirchturm wurde nicht fertiggestellt, sondern nur bis zur Traufe gebaut.
Die Kirche wurde zwischen 1180 und 1280 als dreischiffige romanische Pfeilerbasilika erbaut. In einer ersten Bauphase ist der Chor ausgebaut worden, was die Baunaht zwischen dem Chor und den Ostwänden der Seitenschiffe beweist. Die drei Schiffe sind etwas später entstanden. In den Wänden der drei Schiffe sieht man heute rohes Mauerwerk aus Gneis- und Glimmerschiefer. In der dritten Bauetappe entstand das Obergeschoss des Nordturms. Der Zugang zum Turm wurde in den Dachraum des nördlichen Seitenschiffs verlegt, um eine Möglichkeit der Verteidigung zu schaffen.
Die Kirche wurde zum Wallfahrtsort, was im Putz verblichene Weihekreuze bezeugen. Nach Auflösung des Klosters Kerz 1474 stritten sich Michelsberg und Heltau um die Burg, vermutlich wegen der Einnahmen der Wallfahrer. Der Papst sprach die Burg einmal der einen, dann der anderen Seite zu. Jahrhundertelang war die Kirche ohne Dach, das erst von 1787 stammt. Die Kirche diente zu der Zeit als Depot, in dem sich Truhen und Fruchtkästen stapelten.  Als Gotteshaus hatte die katholische Kirche kaum Bedeutung, denn bereits im 13. oder 14. Jahrhundert entstand unten im Ort eine Marienkirche, die 1764 durch die heutige evangelische Dorfkirche ersetzt wurde.
Heute finden gelegentlich Theateraufführungen und Workshops auf der Burg statt.

## Burganlage

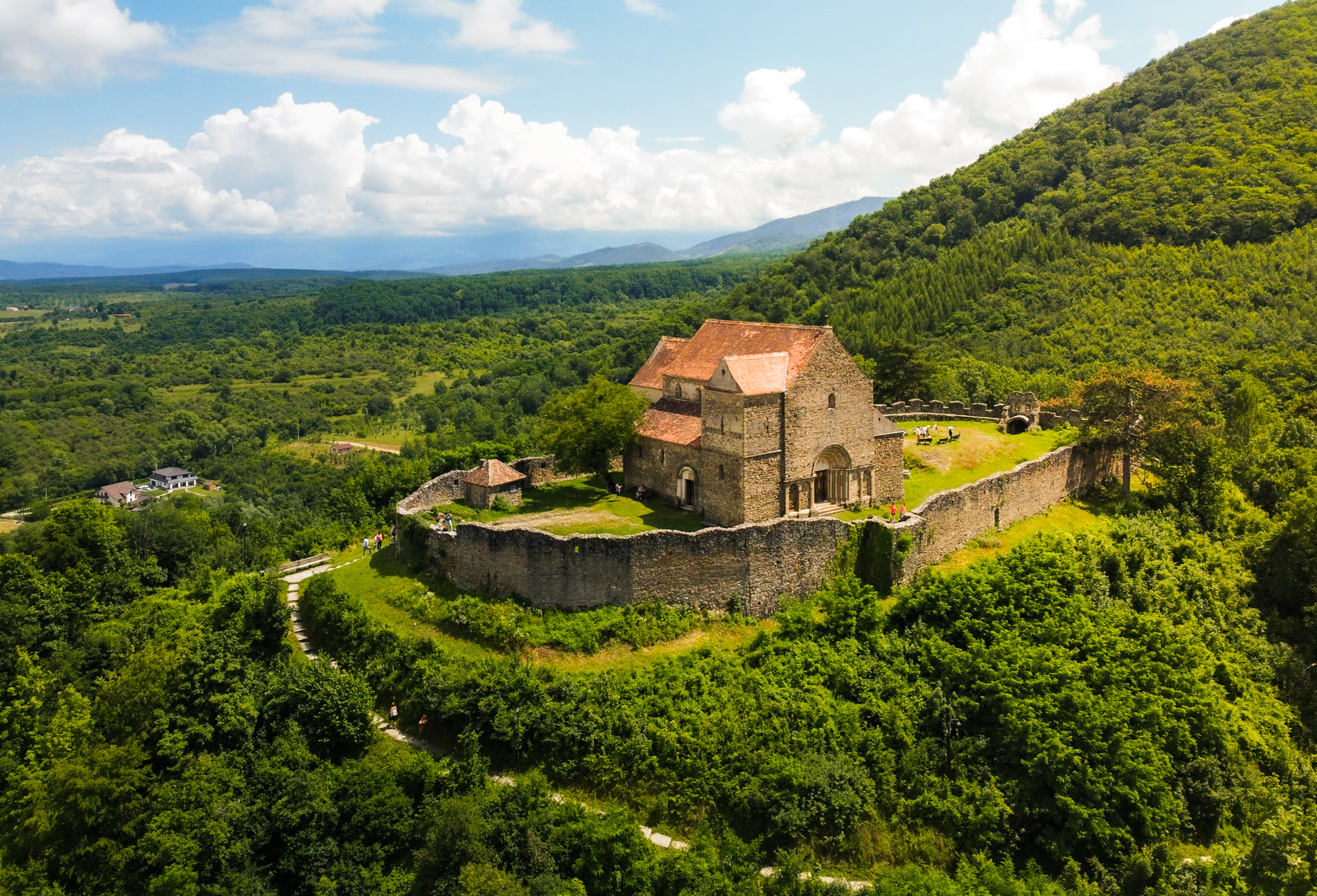
Kirchenburg Michelsberg
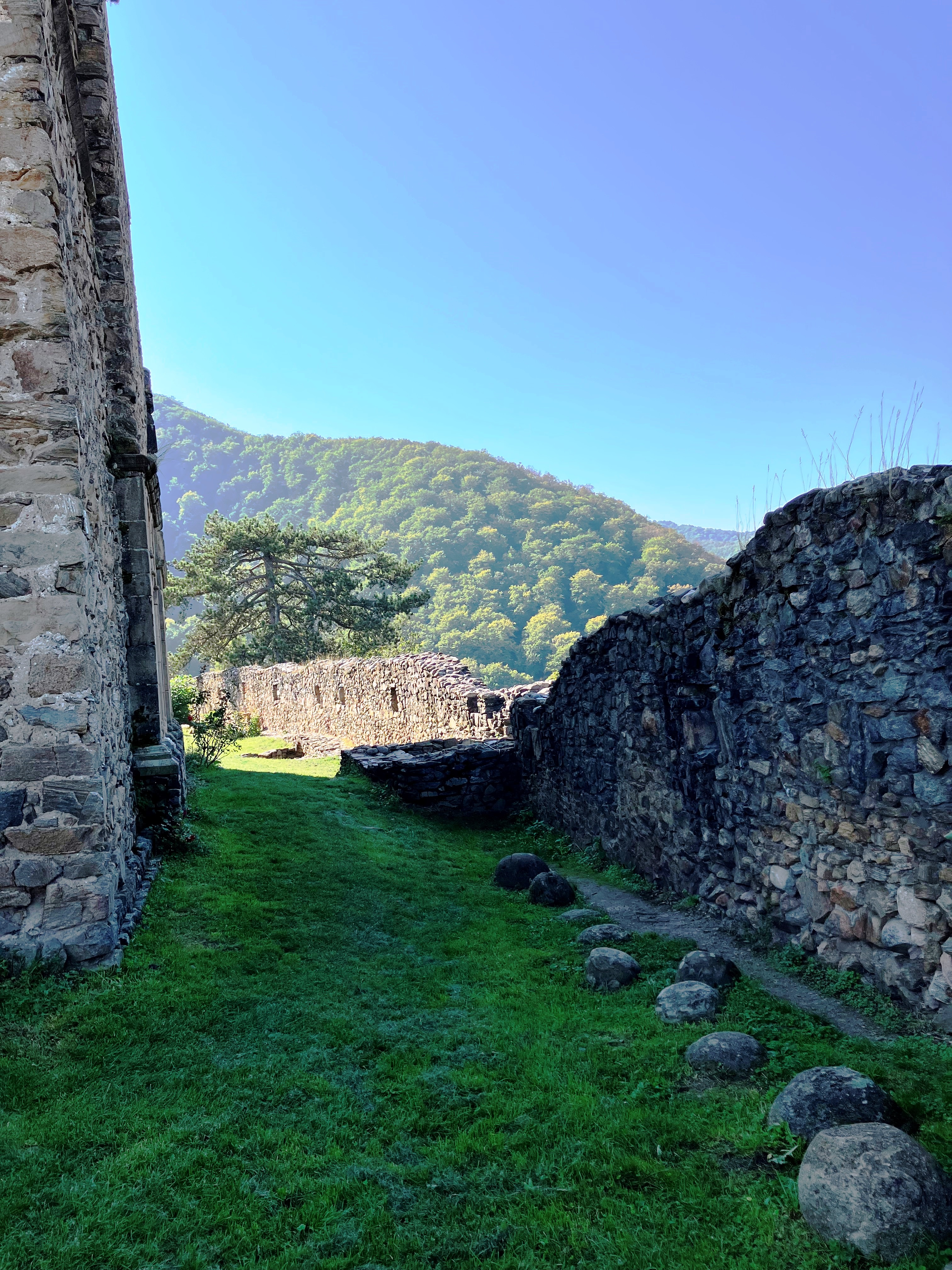
Wehrmauer mit dem ursprünglichen Eingang zur Kirchenburg

Der Bering umschließt die Kuppe des länglichen Hügels. Ein enges Tor an der Nordostseite des Berings bietet heute Zugang in den Burghof. Das Oval der Ringmauer hat seinen größten Durchmesser von Nord nach Süd, die Kirche ist wie üblich geostet. Vom Westturm, der von um 1289 stammt, ist nur das Fundament erhalten. In der Ringmauer gab es acht Öffnungen mit Türen. Durch diese Türen wurden vermutlich auch die Steine gerollt, die heute im Burghof liegen. Angeblich war jeder heiratswillige Michelsberger verpflichtet, vor der Hochzeit einen solchen Stein auf die Burg hinaufzubringen.

## Kirche
Bedingt durch die Geländeform ist die Kirche St. Michael (rumänisch Biserica Sfântul Mihail), die sogenannte Bergkirche, besonders kurz. Bemerkenswert am heutigen Baubestand ist das Fehlen späterer Veränderungen, so dass die Kirche recht gut die typischen Merkmale der Besiedlungszeit zeigt. Bemerkenswert ist das Westportal der Kirche, das möglicherweise auf französische Vorbilder zurückgeht: Zwei Doppelbogenarkaden flankieren die vierfach abgetreppte Leibung mit vier Säulenpaare, deren Kapitelle mit Flechtbänder und Blattornamente dekoriert sind. Vermutlich war Meister Gocelinus Architekt des Portals. Im Chor sind Reste der alten Bemalung zu erkennen. Im Westen der Seitenschiffe sind die Grundmauern von zwei Türmen erhalten. Der Chor trägt ein Kreuzgewölbe, an das die Halbkreisapsis angrenzt. Die Seitenschiffe haben im Osten Apsidiolen, und an den Obergaden, an der Chorapsis und den Seitenschiffen befinden sich Rundbogenfenster.
Ein seltsamer „Altar“ wurde von deutschen Soldaten während des Zweiten Weltkriegs errichtet, nämlich aus Gebeinen von im Ersten Weltkrieg in der Umgebung gefallenen Soldaten. Geplant war wohl die Nutzung der Kirche als zentrale Gedenkstätte.

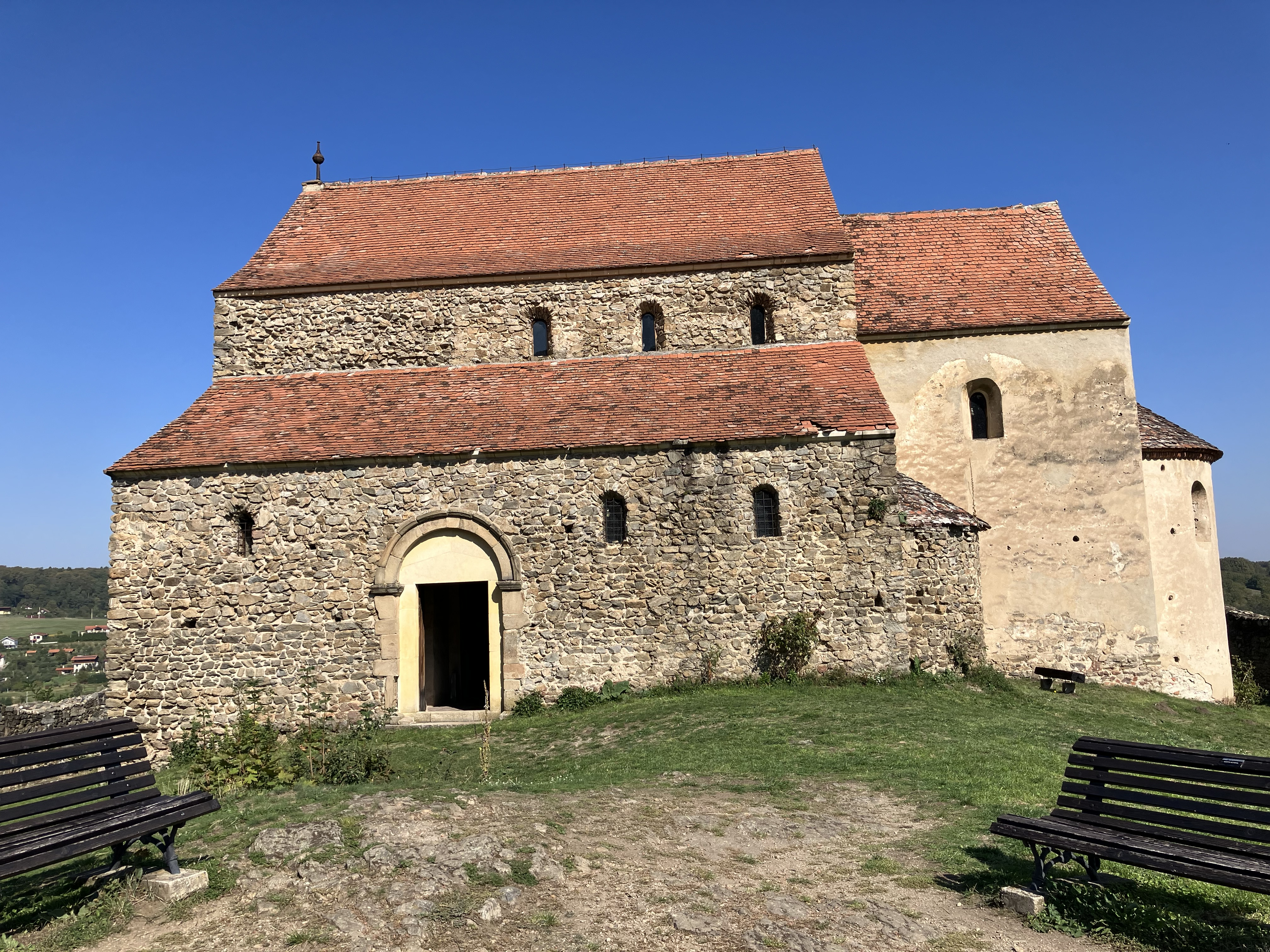
Südseite der Kirche St. Michael
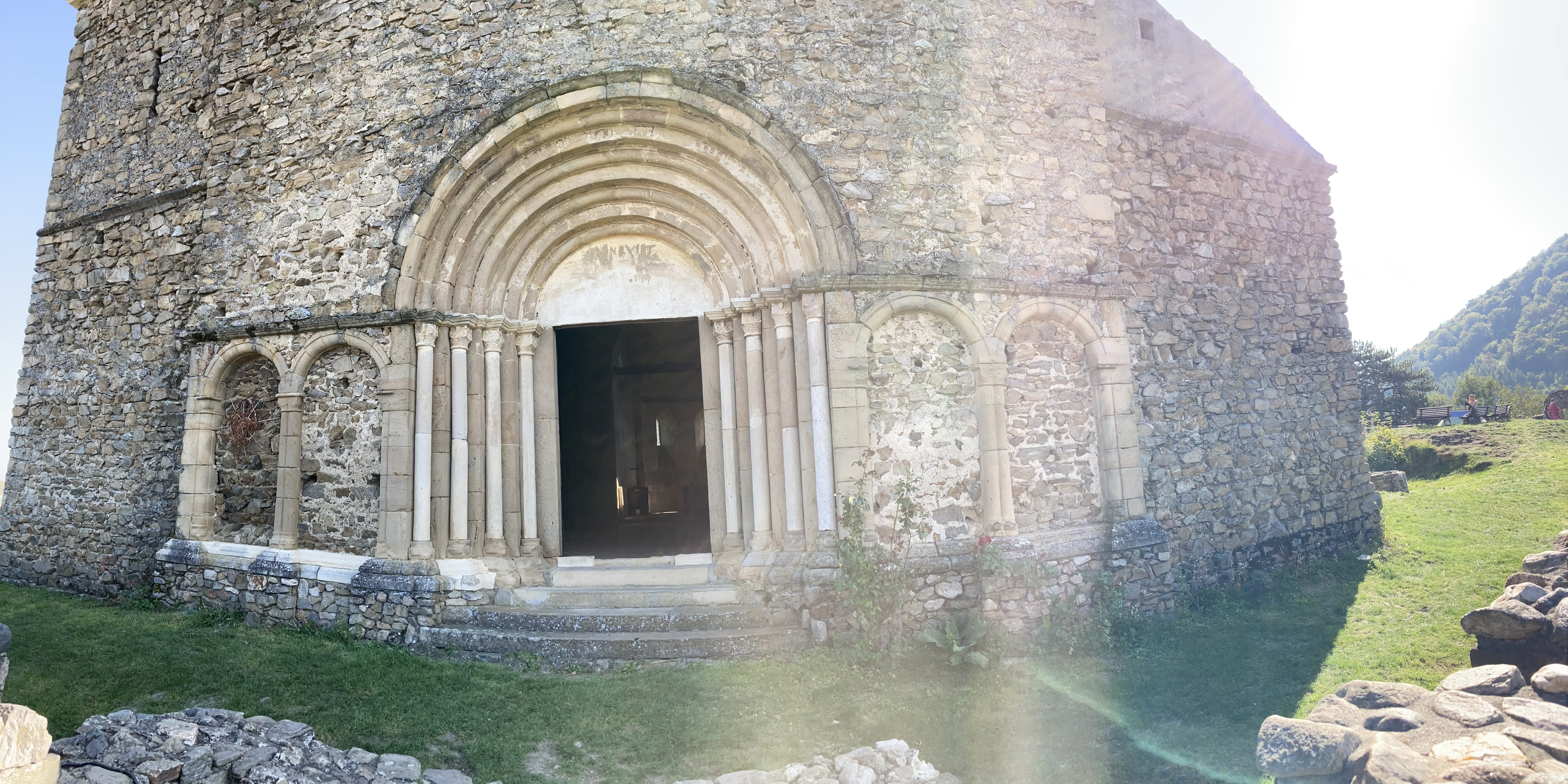
Portal der Westseite
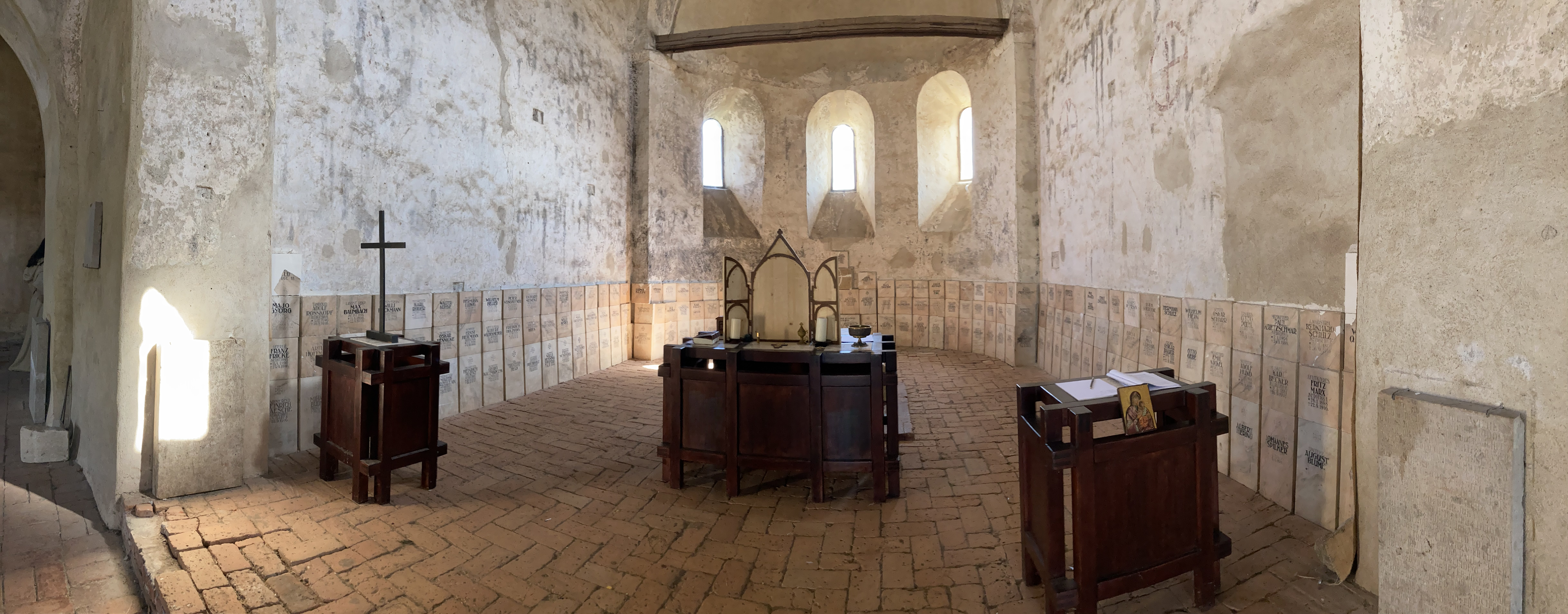
Chor der Kirche
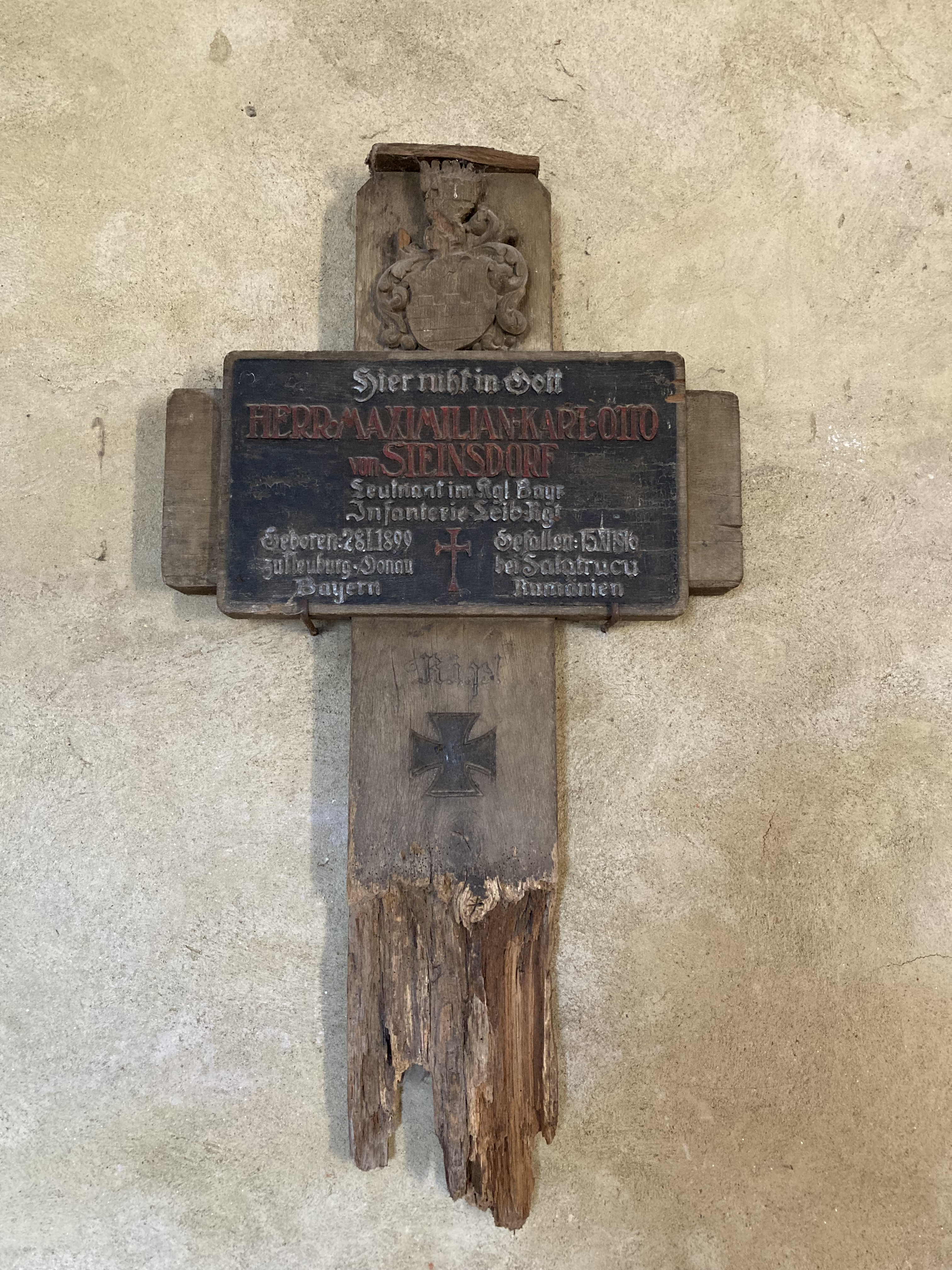
Gedenkkreuz für Leutnant Maximilian Karl Otto von Steinsdorf